# Institut franco-américain de Rennes
 (janvier 2018).
Si vous disposez d'ouvrages ou d'articles de référence ou si vous connaissez des sites web de qualité traitant du thème abordé ici, merci de compléter l'article en donnant les références utiles à sa vérifiabilité et en les liant à la section « Notes et références ».
Pour les articles homonymes, voir IFA.
L'Institut franco-américain de Rennes (IFA) est un centre binational fondé en 1961 par l’ambassade des États-Unis en France et par la Ville de Rennes Il occupe une partie de l'hôtel Thétiot du Demaine.

## Organisation
L'institut est une association à but non lucratif. Il est présidé par Virginia Manhard Lubin.

## Services
L'Institut met à disposition une bibliothèque de 10 000 ouvrages en langue anglaise, organise des concerts, des conférences, des expositions, des clubs de discussion interculturels, des programmes d'accueil pour étudiants américains.

## Historique
De 1941 à 1944, l'immeuble du 7, quai Chateaubriand à Rennes est investi par les services administratifs de l'occupant allemand. En septembre 1944, à la suite des destructions causées par un bombardement, la Banque de Bretagne s’y installe. Des officiers américains occupent le rez-de-chaussée de cet immeuble. En mai 1945 les troupes américaines partent pour l'Est de la France et l'Allemagne. De 1945 à 1949, le bâtiment abrite les troupes américaines restantes et sert de casernement et de mess pour des GI.
De 1949 à 1951, le rez-de-chaussée est loué par l’ambassade américaine et devient le quartier général régional pour le Plan Marshall. La Banque de Bretagne quitte les lieux en 1950 pour occuper de nouveaux locaux.
Un groupe régional de l'Association France États-Unis se crée en 1951 à Rennes avec une bibliothèque américaine annexe du Centre culturel américain de Tours, sous la présidence de Yves Milon, maire de la ville. En février 1960, l’ambassade américaine achète l’immeuble, site classé, à la Ville de Rennes pour le mettre à la disposition de la Bibliothèque américaine de Paris. La Ville de Rennes finance la rénovation de l'immeuble.
L’Institut franco-américain est inauguré le 15 février 1961.

## Liste des présidents
- Octobre 1962 à février 1966 : Yves Milon.
- Février 1966 à juin 1971 : François-Xavier Hutin.
- Juin 1971 à mai 1979 : Victor Janton.
- Mai 1979 à novembre 1982 : Charles Lecotelley.
- Novembre 1982 à juin 1984 : Pierre-Yves Heurtin (intérim).
- Juin 1984 à janvier 2004 : Jean-Robert Rouge.
- Janvier 2004 à octobre 2007 : Pierre-Yves Heurtin.
- Octobre 2007-2020: Liliane Kerjan.
- 2020-présent : Virginia Manhard Lubin[2].

## Liste des directeurs
- Février 1962 à juin 1964 : William L. Weiss[5].
- Juin 1969 à juin 1971 : Joseph Peroski[6].
- Juin 1971 à juin 1973 : Milos Ptak[7].
- Juin 1973 à janvier 1976 : Jon Kite[8].
- Janvier 1976 à juin 1979 : Yves Courteville[9].
- Juin 1979 à avril 1986 : Antonio Guzman[10].
- Avril 1986 à février 2000 : Eric Beaty[11].
- Février 2000 à septembre 2008 : Thomas Hull[12].